# Гладке розшарування
Гладке розшарування — локально тривіальне розшарування з гладкими функціями переходу.

## Означення
Нехай {\displaystyle Y} і {\displaystyle X} — гладкі многовиди. Епіморфізм многовидів {\displaystyle \pi \colon Y\to X} називається гладким розшаруванням, якщо існує: гладке покриття {\displaystyle (U_{i})} многовиду {\displaystyle X}, многовид {\displaystyle V} і и сімейство дифеоморфізмів {\displaystyle \varphi _{i}\colon \pi ^{-1}(U_{i})\to U_{i}\times V}, пов'язаних гладкими функціями переходу {\displaystyle \rho _{ij}=\varphi _{i}\varphi _{j}^{-1}} на {\displaystyle U_{i}\cap U_{j}\times V}.
Гладке розшарування є локально тривіальним розшаруванням з простором розшарування {\displaystyle Y}, базою {\displaystyle X}, типовим шаром {\displaystyle V} і атласом розшаруванням {\displaystyle (U_{i},\;\varphi _{i},\;\rho _{ij})}. Замкнутий підмноговид {\displaystyle \pi ^{-1}(x)\subset Y} називається типовим шаром гладкого розшаруванням в точці {\displaystyle x\in X}.